# フィルギア (装甲巡洋艦)
| 竣工時の「フィルギア」           | |
| 艦歴                             | |
| 発注                             | ストックホルム造船所 |
| 起工                             | 1902年10月 |
| 進水                             | 1905年12月20日 |
| 就役                             | 1907年6月21日 |
| 退役                             | |
| その後                           | 1957年に標的艦として撃沈処分 |
| 除籍                             | 1953年 |
| 前級                             | Örnen級 |
| 次級                             | クロース・フレミング |
| 性能諸元（データは竣工時のもの） | |
| 排水量                           | 常備：4,310トン、満載：4,980トン |
| 全長                             | 竣工時：115.1m 改装後：117.3 |
| 水線長                           | 115.1m |
| 全幅                             | 14.8m |
| 吃水                             | 竣工時：5.1m 改装後：6.1m |
| 機関                             | 竣工時：ヤーロー式石炭専焼水管缶12基 （改装後はペノエ式重油専焼高圧型水管缶4基） +直立型三段膨張式四気筒レシプロ機関4基2軸推進                                                                                              |
| 最大出力                         | 竣工時：12.000hp 改装後：13,000hp |
| 最大速力                         | 竣工時：21.5ノット 改装後：23.5ノット |
| 航続距離                         | 竣工時：10ノット/8,000海里 |
| 燃料                             | 竣工時：石炭850トン 改装後：重油500トン |
| 乗員                             | 竣工時：320名 改装後：332名 |
| 兵装（竣工時）                   | ボフォース 1903年型 15.2cm（50口径）連装速射砲4基 ボフォース 5.7cm（55口径）単装速射砲14基 38.1cm水中魚雷発射管単装2基 |
| 兵装（1941年）                   | ボフォース 1903年型 15.2cm（50口径）連装速射砲4基 ボフォース 5.7cm（55口径）単装速射砲4基 ボフォース 4cm（56口径）連装機関砲2基 ボフォース 2.5cm（58口径）連装機関砲1基 2cm （66口径）単装機関砲1基 53.3cm連装魚雷発射管2基 |
| 装甲                             | 舷側：100（水線最厚部）、35mm（水線末端部） 甲板：22～35mm（水平面）、50mm（傾斜部） 主砲塔：125mm（前盾）、50mm（側盾） バーベット；100mm（最厚部） 司令塔：100mm（最厚部）                                                |

フィルギア (スウェーデン語: HM Pansarkryssare Fylgia) はスウェーデン海軍の装甲巡洋艦。

## 概要
本艦はスウェーデン海軍が自国の沿岸警備のために造り上げた装甲巡洋艦で1910年4月14日にストックホルム造船所に発注され竣工した。本艦はスウェーデン海軍が初めて装甲を持つ巡洋艦として建造された。持ち前の防御力により配下の魚雷艇の突撃時に戦隊旗艦として火力支援を行う役割があった。

## 艦形

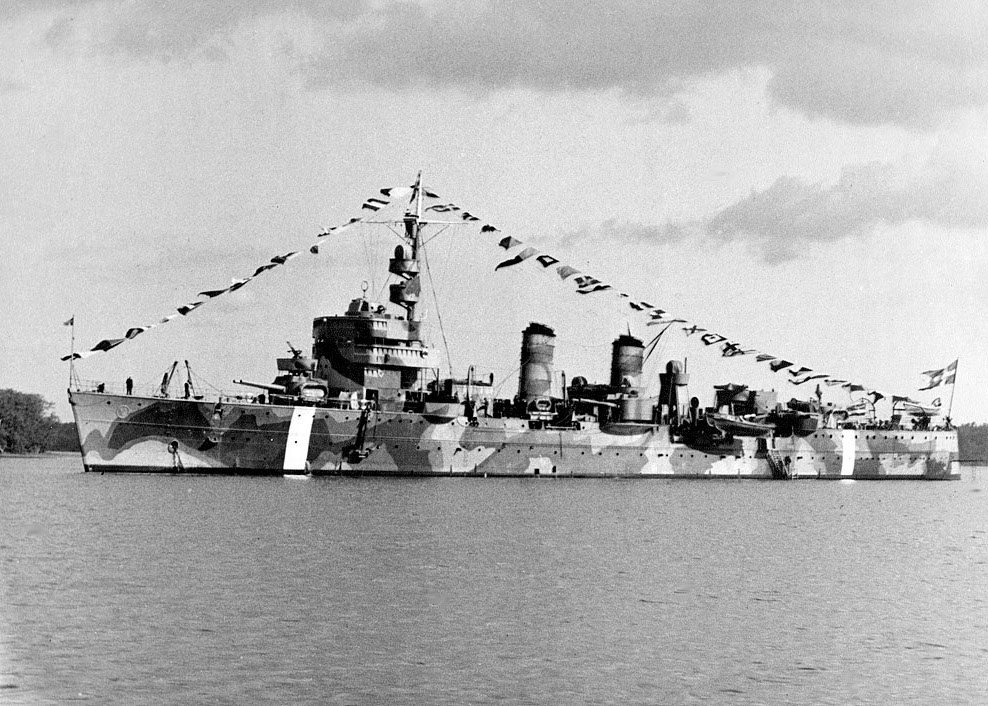
写真は近代化改装後の本艦

船体形状は高い乾舷を持つ平甲板型船体で外洋での凌波性は良好であった。水線下に衝角を持つ艦首から自国ボフォース社製「1903年型 15.2cm（50口径）速射砲」を連装砲塔に収め、艦首甲板上に1基配置、下部に司令塔を組み込んだ艦橋構造は左右に船橋（ブリッジ）を持つ箱型とし、その背後に一段の見張り所を持つ単棒式のミリタリー・マストが立つ。艦橋の背後に等間隔に並んだ3本煙突が立ち、その周囲には煙管上の通風筒が立ち並び、外縁部は艦載艇置き場となっており、3番煙突後部のグース・ネック（鴨の首）型クレーン2基と2本1組のボート・ダビッドが片舷2組ずつ計4組で運用された。船体中央部の舷側甲板上には15.2cm連装砲塔が片舷1基ずつが配置している。後部甲板上には簡素な単脚式の後檣、そして後部甲板上に後ろ向きに15.2cm連装砲塔が1基配置された。
本艦は1930年代後半の1939年から1941年にかけて士官候補生用の練習艦として近代化改装が行われた。外観上の変化は艦首形状がクリッパー型艦首に整形され、艦橋構造が教室設備を含むために大型化して塔型艦橋となり、前部マスト簡素な単脚型になると共に後部マストが撤去された。また、機関が換装されてボイラー数が減少したので3本煙突のうち艦橋側の1本を撤去してファンネルキャップの付いた2本煙突となったのが識別点である。

## 武装

### 主砲、その他の備砲・雷装等

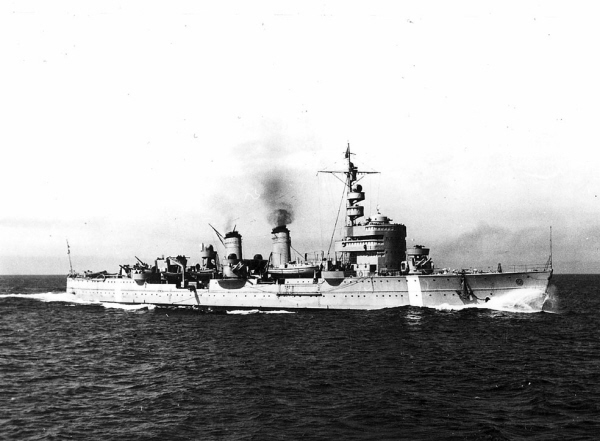
写真は近代化改装後の本艦を右舷から撮影した写真

主砲はボフォース社の新設計の「1903年型 15.2cm（50口径）速射砲」を採用している。その性能は重量45.8kgの砲弾を最大仰角30度で13,716mまで届かせることが出来た。俯仰能力は仰角30度・俯角5度である。さらに旋回角度は左右120度の旋回角度を持っていた。砲塔の旋回、砲身の上下・砲弾の装填の動力は電動で補助に人力を必要とした。発射速度は毎分3～4発である。

### 1941年時

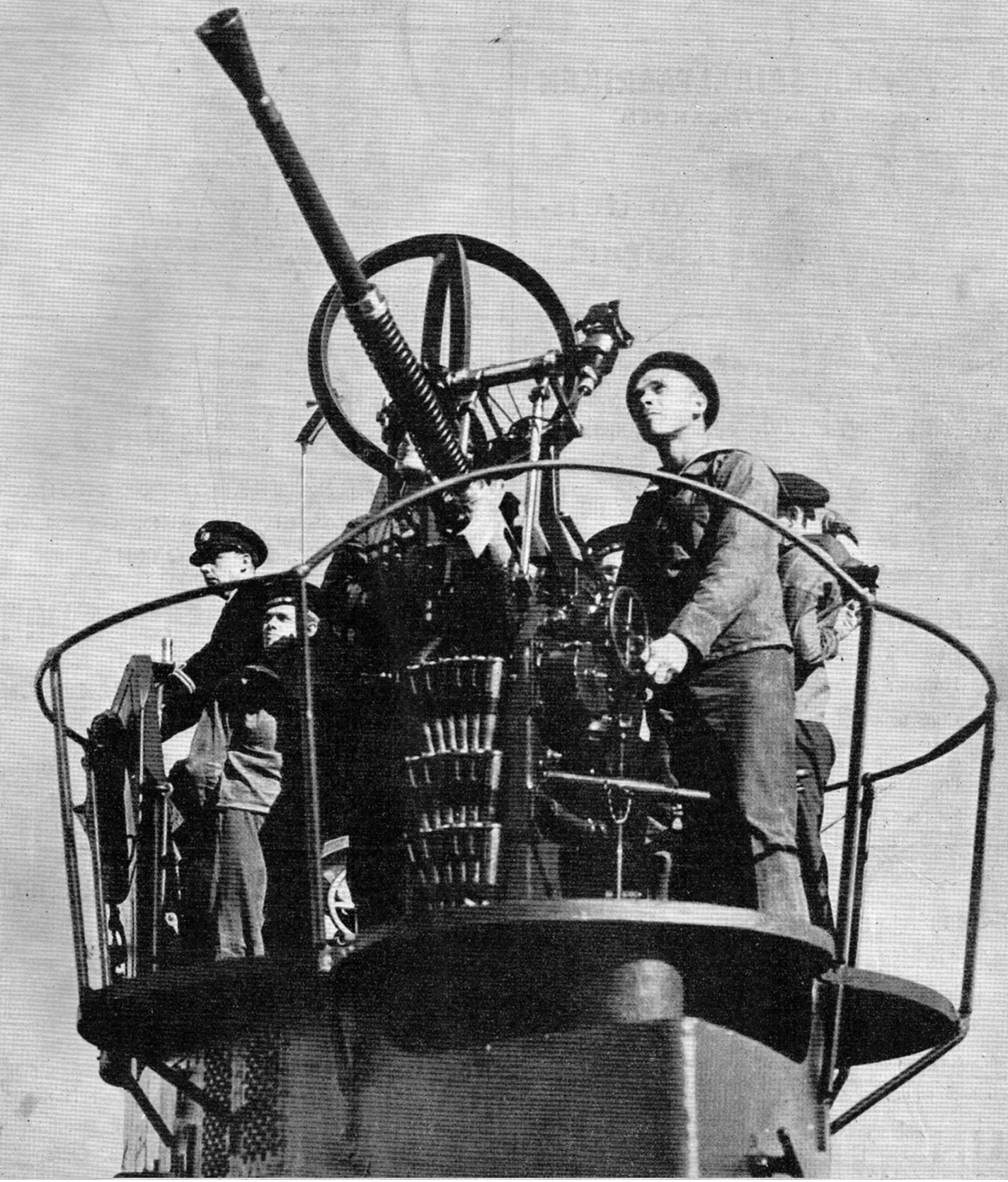
ボフォース 2.5cm（58口径）機関砲。

本艦は1939年から1941年にかけて近代化改装が行われ、この時に5.7cm速射砲と38.1cm水中魚雷発射管を全撤去した代わりに、武装を一新した。
対空兵装として航空巡洋艦「ゴトランド」にも採用されている「ボフォース Model 1928 7.5cm（60口径）高角砲」を採用した。その性能は6.8kgの砲弾を仰角45度で最大射程14,000mを、最大仰角90度で最大射高10,000mまで届かせる事ができた。これを単装砲架で4基を搭載した。砲架の俯仰能力は仰角90度・俯角5度である。さらに旋回角度は左右150度の旋回角度を持っていた。砲の旋回、砲身の上下・砲弾の装填の動力は人力を必要とした。発射速度は毎分12～15発である。
他に近接対空火器として「ボフォース 4cm（56口径）機関砲」を連装砲架で2基、「ボフォース 2.5cm（58口径）機関砲」を連装砲架で1基、「2cm（66口径）機関砲」を単装砲架で1基装備した。他に対艦用に53.3cm魚雷発射管を連装で2基を搭載した。

## 防御
本艦は当時の列強の装甲巡洋艦と同じく水線部を広範囲に防御する舷側装甲を持っていた。水線部はもっとも厚い部分で100mmであり、艦首と艦尾の末端部で35mmまでテーパーした。一方、甲板防御は平坦部は25mmから35mm装甲で、舷側装甲と接続する傾斜部は50mm装甲が張られた。

## 参考図書
- 「Conway All The World's Fightingships 1860-1905」（Conway）
- 「Conway All The World's Fightingships 1906-1922」（Conway）